# Лимбах (Баден)
Лимбах (њем. Limbach) општина је у њемачкој савезној држави Баден-Виртемберг. Једно је од 27 општинских средишта округа Некар-Оденвалд. Према процјени из 2010. у општини је живјело 4.561 становника. Посједује регионалну шифру (AGS) 8225052, NUTS (DE127) и LOCODE (DE LMB) код.

## Географски и демографски подаци
Лимбах се налази у савезној држави Баден-Виртемберг у округу Некар-Оденвалд. Општина се налази на надморској висини од 361 метра. Површина општине износи 43,6 km². У самом мјесту је, према процјени из 2010. године, живјело 4.561 становника. Просјечна густина становништва износи 105 становника/km².